# A Different Kind of Pain
A Different Kind of Pain — четвёртый студийный альбом постгранж-группы Cold, выпущен 30 августа 2005 года в США и 12 сентября 2005 года в Великобритании. Альбом включал два сингла — «Happens All the Time» и «A Different Kind of Pain», был распродан тиражом более 160,000 копий в США и стал последним альбомом до трехлетнего распада группы в 2006 году.
Период работы над альбомом и его выпуска охватывает тяжелое время для группы, когда был подписан новый контракт с лейблом, происходили многочисленные изменения в составе и шли плохие продажи альбома. Семейные проблемы фронтмена группы Скутера Уорда (болезнь сестры раком, разрыв отношений с невестой) также сыграли роль в установке общего настроения альбома. Результат, A Different Kind of Pain, имеет мелодичное, менее жёсткое звучание по сравнению со своим предшественниками и отходит от ню-метала, к которому относятся предыдущие три альбома группы.

## Об альбоме
До начала работы над альбомом Cold находились в поисках нового рекорд-лейбл. До возвращения группы в Джексонвиль, Уорд некоторое время провел в реабилитационной клинике.
К сентябрю 2004 года в группу пришёл бывший гитарист Мэтт Лугрэн, Cold заключили новый контракт с лейблом Lava/Atlantic Records и собрались начать запись следующего альбома с продюсером Майклом «Элвисом» Баскеттом, известным по работе с Chevelle и Puddle of Mudd. Выход альбома был намечен на декабрь 2004, но после ухода Эдди Рендини в ноябре дата релиза была сдвинута на весну 2005. Перед выпуском альбома Cold решили вернуться в студию и записать ещё несколько песен. Первоначальное название альбома And a Sad Song Lives On было изменено на The Calm that Killed the Storm и дата релиза была перенесена на сентябрь 2005. В июне 2005 на официальном сайте группы было объявлено, что название альбома вновь изменено — на A Different Kind of Pain с целью расширить представление о песнях альбома. Песня «Happens All the Time» была выпущена в качестве первого сингла. Перед съемкой видеоклипа на эту песню группа добавила в состав гитариста Майка Бута.
Название альбома и большая часть текстов песен были написаны Уордом под влиянием борьбы его сестры Джен с раком. Фактически, группа написала большую часть материала в доме родителей Уорда, в комнате Джен. Уорд описывал процесс написания песен как «процесс выздоровления» и когда Cold заканчивали работу над альбомом у Джен началась ремиссия. Настроение альбома отличается от предыдущих работ группы, которым была присуща агрессивность. Вместо неё материал сфокусирован на упорстве посредством любви и личных испытаний, имя при этом мрачную атмосферу, что обеспечивает чувство большей позитивности и духовности, которую группа начала развивать на предыдущем альбоме. Это отчетливо прослеживается в песне «God’s Song». Другими темами для песен стали разрыв отношений Уорда с невестой и физическое насилие по отношению к 14-летней дочери. Впервые для группы заглавной песней стала пианинная баллада.
Выход альбома был отсрочен несколько раз, в итоге он был выпущен 30 августа 2005 года, дебютировав на 26 строчке чарта Billboard — за первую неделю в США было продано 36,000 копий альбома. Всего альбом распродан тиражом чуть более 160,000, что гораздо меньше по сравнению с двумя предыдущими работами группы.
Сингл «Happens All the Time» со средним успехом участвовал в чартах Mainstream Rock и Modern Rock Tracks в 2005 году, помимо этого песня предустанавливалась на премиум-версии систем Xbox 360. На песню был также снят видеоклип. Заглавная песня была выпущена в качестве второго сингла, но лейбл отказался спонсировать съемки видеоклипа.

## Список композиций
Все песни написаны Скутером Уордом и Сэмом МакКэндлисом, кроме отмеченных.
| №   | Название                                                | Длительность |
| --- | ------------------------------------------------------- | ------------ |
| 1.  | «Back Home»                                             | 4:31         |
| 2.  | «Feel It in Your Heart»                                 | 3:46         |
| 3.  | «Anatomy of a Tidal Wave»                               | 4:27         |
| 4.  | «A Different Kind of Pain»                              | 5:19         |
| 5.  | «Another Pill» (Уорд, МакКэндлис, Мэтт Лугрэн)          | 3:45         |
| 6.  | «Happens All the Time»                                  | 3:28         |
| 7.  | «When Heaven's Not Far Away» (Уорд, МакКэндлис, Лугрэн) | 3:06         |
| 8.  | «God's Song»                                            | 3:13         |
| 9.  | «When Angels Fly Away»                                  | 3:58         |
| 10. | «Tell Me Why»                                           | 3:21         |
| 11. | «Ocean»                                                 | 3:46         |

| №   | Название                               | Длительность |
| --- | -------------------------------------- | ------------ |
| 12. | «Check Please»                         | 3:53         |
| 13. | «Wasted Years (Piano/Strings Version)» | 3:52         |

## Участники записи
- Скутер Уорд — вокал, гитара, пианино
- Мэтт Лугран — гитара
- Майк Бут — гитара
- Джереми Маршалл — бас-гитара, бэк-вокал
- Сэм МакКэндлис — барабаны
- Майкл «Элвис» Баскетт — продюсер
- Дэйв Холдрейдж — инженер
- Джефф Молл — цифровая редакция
- Бен Гроссе — микширование

## Позиции в чартах
Альбом — Billboard (Северная Америка)
| Год  | Чарт              | Позиция |
| ---- | ----------------- | ------- |
| 2005 | The Billboard 200 | 26      |

Синглы — Billboard (Северная Америка)
| Год  | Сингл                      | Чарт                   | Позиция |
| ---- | -------------------------- | ---------------------- | ------- |
| 2005 | «Happens All the Time»     | Mainstream Rock Tracks | 21      |
| 2005 | «Happens All the Time»     | Modern Rock Tracks     | 29      |
| 2006 | «A Different Kind of Pain» | Mainstream Rock Tracks | 35      |
| 2006 | «A Different Kind of Pain» | Modern Rock Tracks     | 38      |